# 締約強制
締約強制（ていやくきょうせい）とは、契約を締結することが法令により義務づけられることをいう。契約自由の原則の例外であり、例えば一定の生活に必要な商品・役務（電気やガスや水道や鉄道や道路運送）を提供する業者に対して、消費者からの契約の申込みに対しては拒否をできないこととされる。